# پالی شور مرده‌است
پالی شور مرده‌است (انگلیسی: Pauly Shore Is Dead) یک فیلم در ژانر کمدی مستندنما به کارگردانی پالی شور است که در سال ۲۰۰۳ منتشر شد.

## بازیگران
- پالی شور
- بن استیلر
- شان پن
- فرد درست
- جمی برگمن
- تام سایزمور
- کریس راک
- ووپی گلدبرگ
- الن دی‌جنرس
- اسنوپ داگ
- کامی اندرسون
- تامی چونگ
- ریک دوکومن
- دبلیو ارل براون
- اندی دیک
- پاریس هیلتون
- ایمی وبر
- کوری فلدمن
- جیم کری
- وینس وان
- جا رول
- بریتنی اسپیرز
- شانا موکلر
- دنیس بارکلی
- تیفانی شپیس
- پاملا اندرسون
- چارلی شین
- بیل مار
- ورن ترویر
- بابی لی
- جیسون موس
- تاد بریجز
- داستین دایموند
- کلینت هاوارد
- کاروت تاپ
- چارلز فلیشر